# میکی
میکی (به لاتین: Miki) یک منطقه مسکونی است که در شهرستان آستارا (جمهوری آذربایجان) واقع شده‌است. دهیاری میکی شامل روستاهای زنگله لش، واقادی، گیله پرقو و لوبر است. میکی ۹۳۵ نفر جمعیت دارد.

## ریشه واژه
نام روستا شکل تغییر یافته شده میان‌کوه در زبان تالشی است.